# Carlos Casanova

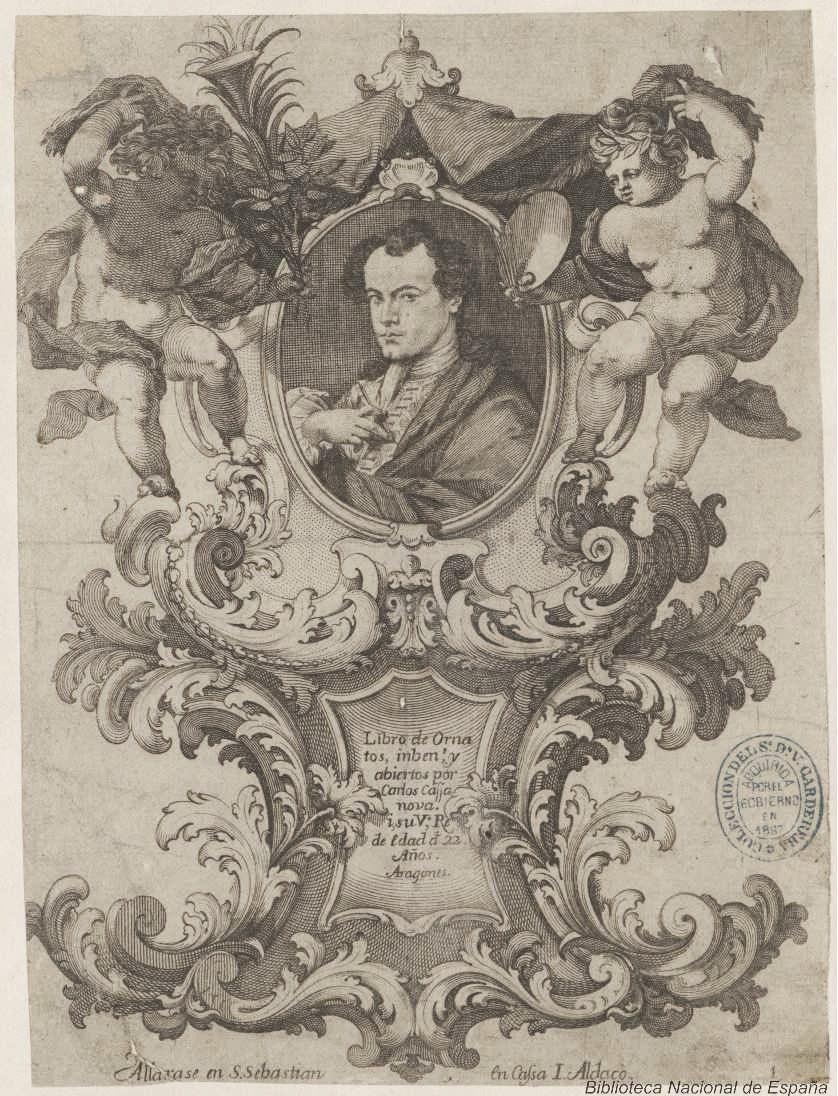
Autorretrato, portada calcográfica del Libro de Ornatos inb[entados] y abiertos por Carlos Cassanova i su V.º Reº de edad 22 Años, Aragonés, Biblioteca Nacional de España.

Carlos Casanova (Ejea de los Caballeros, 1709-Madrid, 1770) fue un grabador calcográfico español al buril y aguafuerte, y «Pintor de Cámara y retratista de Sus Majestades en Miniatura».

## Biografía
Hijo de Babil Casanova y Manuela Pillarte (o Sanchoner), recibió el bautismo en la parroquia de Santa María de Ejea de los Caballeros con el nombre de Tomás Babil el 8 de marzo de 1709. Él mismo cambió el nombre de pila, primero a Tomás Carlos, con el que aparece en la partida de matrimonio en 1725 y en la de bautismo de su hijo para finalmente quedarse solo con Carlos, nombre con el que firma sus grabados a partir de 1731. Al quedar huérfano en 1723 fue enviado a Zaragoza donde se formó como grabador en el taller de su futuro suegro, el platero y grabador Francisco Zudanel, que años antes había residido en Ejea y es posible que él o su esposa tuviesen algún grado de parentesco con los Casanova. Al mismo tiempo debió de asistir a las clases nocturnas de dibujo con modelo vivo en casa del escultor Juan Ramírez Mejandre y estudiar pintura con Juan Zabalo, o quizá con Francisco del Plano. El 2 de febrero de 1725 contrajo matrimonio con Bárbara Zudanel, con quien tuvo un hijo, Francisco Casanova, que llegaría a ser tallador principal de la casa de la moneda de México.
Del mismo año de su matrimonio debe de ser el primer grabado que se le conoce. Firmado ya como Carlos Casanova, pero sin fecha, representa a santo Tomás de Aquino en su estudio con una técnica en el manejo del buril sumamente pobre, a base primordialmente de líneas paralelas y cruces en ángulo recto, sin sombreados. Poco mejores son el retrato por dibujo de Francisco del Plano de fray Antonio Arbiol y Díez, que firmó con iniciales junto al apellido de su suegro, ilustración del libro que a sus exequias dedicó fray José Diego de Lucía, publicado en Zaragoza en 1726, y el de Santa Gertrudis Magna que, aunque firmado todavía en Zaragoza, solo vería la luz años más tarde al frente de las Constituciones de la Venerable Congregación de santa Gertrudis la Magna, fundada desde el año 1744, editadas en Madrid en 1762.
Con veintidós años, según consta por la cartela colocada al pie de su autorretrato, aparecieron las ocho láminas de su Libro de ornatos, editado en San Sebastián por Juan de Aldaco, con marcos arquitectónicos, roleos vegetales y figuras alegóricas de su invención para servir modelos a entalladores, retablistas y decoradores en general. Con un estilo que puede calificarse de rococó incipiente, el salto de calidad en el manejo del buril es manifiesto, en particular en la citada lámina de portada con su autorretrato enmarcado en orla de roleos y dos putti, uno con la paleta y pinceles de pintor, el otro con la trompeta de la fama entre hojas de laurel.
La publicación en San Sebastián del Libro de ornatos, posiblemente por encargo de Aldaco, favoreció la llegada de nuevos encargos a Casanova procedentes de fuera de Zaragoza, donde era ya el grabador local más demandado por cofradías, parroquias, libreros y comitentes particulares. Junto a estampas de devoción (Virgen del Pueyo de Villamayor de Gállego, 1734, Tabernáculo del Santo Cristo de la Seo proyectado por Juan Zabalo por dibujo de Francisco del Plano, el escudo de los corporales de Daroca sostenido por un ángel mancebo, también por dibujo de Plano, y del mismo año de su marcha de Zaragoza la Venida de la Virgen del Pilar) merece recordarse el Plano y Vista de la ciudad de Zaragoza por el septentrión, fechado en 1734, con un artístico escudo de la ciudad. Abierto en cuatro planchas, por sus notables dimensiones, es una obra trabajada con rigor topográfico en la que, con la trama urbana, se identifican hasta ochenta y siete edificios notables, con su número correspondiente, y se completa con una breve historia de Zaragoza en la banda inferior. Años más tarde, en 1769, refrescó y retalló las planchas con alguna actualización urbanística para editarlo de nuevo.

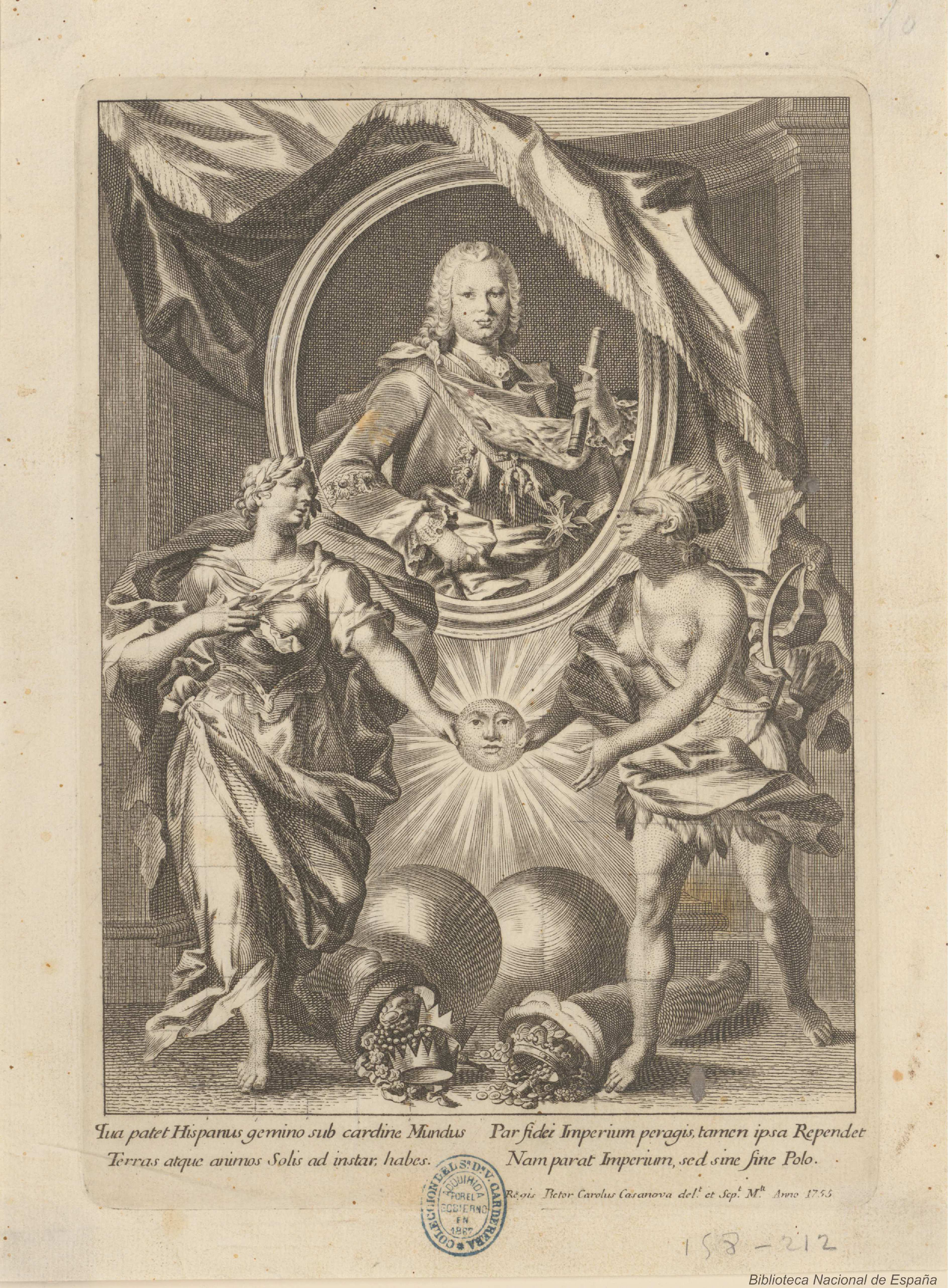
Retrato de Fernando VI, Rey de España. Firmado: «Regis Pictor Carolus Casanova del.^{t} et Scp.^{t} M.ti Anno 1755». Talla dulce, 187 x 127 mm. Biblioteca Nacional de España, IH/3161/16.

En 1740 se trasladó a Madrid, donde pretendió sin éxito una plaza de tallador principal en la casa de la moneda, aunque se le reconoció su notoria suficiencia y en 1746 se le encargó la realización de la medalla conmemorativa de la toma de posesión del reino por Fernando VI. No hay constancia de que después de esa fecha realizase otras medallas, documentándose con preferencia, al contrario, la dedicación al retrato en miniatura, trabajo que realizó con regularidad y por el que en febrero de 1749 se le asignó por la casa real un sueldo de 8 000 reales con la obligación de realizar cada año dos retratos en miniatura del rey Fernando VI y otros tantos de su esposa, la reina Bárbara de Braganza.
Diez años después de su llegada a Madrid y tras aquél fracaso inicial obtuvo de Fernando VI en agosto de 1750 el nombramiento de pintor de cámara, con un aumento de 2 000 reales sobre la remuneración que por los retratos en miniatura venía percibiendo y en septiembre de 1754, como «Pintor de Cámara y Retratista de Sus Majestades en Miniatura», fue admitido como académico de mérito de la Real Academia de Bellas Artes de San Fernando, que un año después le encargó el retrato del rey para la portada de la Distribución de los premios de la Real Academia de ese año. Pero tras ese nombramiento como académico de mérito no hubo otros avances en su carrera académica. En 1765 fracasó en su intento de ocupar una vacante de teniente-director de pintura, pese a ser el académico de mérito más antiguo de los aspirantes al puesto para el que fue preferido Francisco Bayeu y Casanova no volvió a acudir a ninguna junta académica.

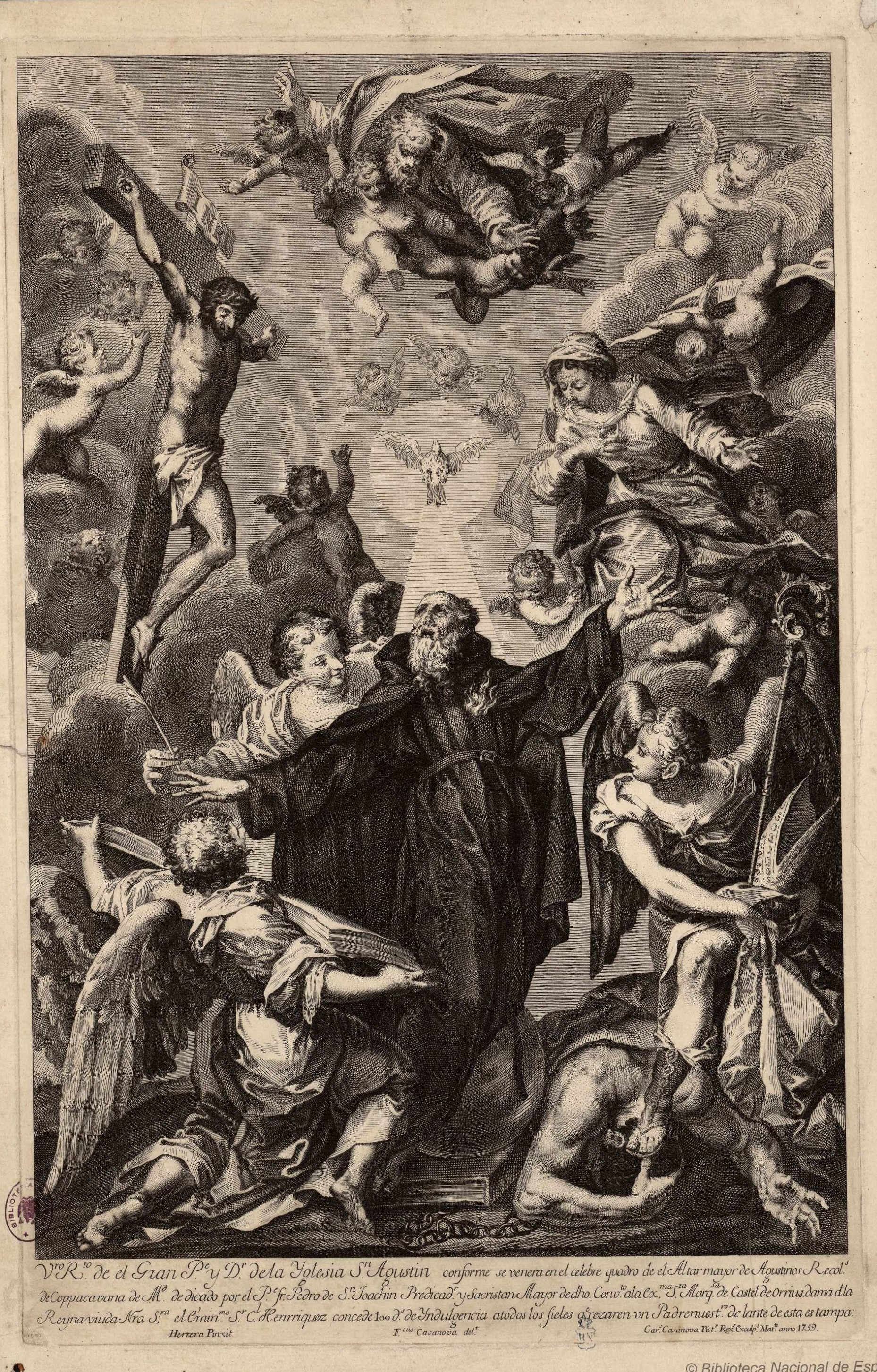
Apoteosis de san Agustín. Grabado de Carlos Casanova según dibujo de su hijo Francisco Casanova por pintura de Sebastián de Herrera Barnuevo. Talla dulce: aguafuerte y buril; huella de la plancha 490 x 318 mm. Madrid, Biblioteca Nacional, INVENT22449.

No ha sido posible identificar ninguno de esos retratos en miniatura que Casanova no dejó de realizar cada año, también tras la llegada de Carlos III, que solo un año después de su acceso al trono le concedió un aumento de sueldo de 6 000 reales de vellón en atención a la satisfacción con que había recibido su último retrato. Lo que se conoce de su trabajo en miniatura queda, pues, reducido a las dos láminas que realizó para los nuevos cantorales de la capilla del Palacio Nuevo de Madrid encargados por Fernando VI, en los que se trabajó de 1752 a 1758 por un equipo de artistas bajo la dirección de Francisco Antonio Meléndez, quedando encomendada a Casanova las iluminaciones de las festividades de santa Bárbara, onomástica de la reina, y Todos los Santos.
Mejor conocida es su actividad como grabador en la corte. La llegada a Madrid en 1740 no supuso para Casanova una ruptura con sus anteriores clientes. El mismo año de su llegada a Madrid se fecha el retrato de fray Miguel de San José entregando al papa su Bibliographia crítica Sacra Profana, estampa utilizada como ilustración de la misma obra del trinitario. El resto de los trabajos inmediatos a su establecimiento en Madrid son estampas de devoción por encargo de conventos y cofradías madrileños (Nuestra Señora de la Consolación, reproducción de la imagen venerada en el convento de agustinos recoletos, y Niño del Remedio de la parroquia de San Luis) junto a los que le siguieron llegando de Aragón, Navarra y Guipúzcoa, entre ellos la Verdadera copia de la [...] imagen de Nuestra Señora de Iciar, 1741, y la Verdadera efigie del glorioso san Eloy, patrón de los plateros firmada en Madrid y publicada como portada de las Ordenaciones reales concedidas por S. M. Felipe V a la Congregación de Plateros de Zaragoza, editadas en Zaragoza en 1742, y en Pamplona en 1744 encabezando la Ordenanzas de los plateros de Pamplona, con un pie de imprenta que indicaba «Se hallará en S. Sebastián en Cassa J. de Aldaco». Obra notable también por su iconografía, en torno a la figura de san Eloy en su pedestal, con el comitente, el platero Lucas de Aguilar, en actitud orante al pie, Casanova representó arriba a Moisés y Salomón con tablillas en las manos y cuatro artesanos veterotestamentarios, artífices de las obras proyectadas por Moisés y Salomón: Besel, autor del Arca de la Alianza;  Oliab, a quien se atribute el candelabro de siete brazos; Hiram, arquitecto del Templo, y Taré, padre de Abraham, inventor de la moneda. Por último, al fondo y a los lados de san Eloy, en un segundo plano, otros dos santos  que habían sido plateros: san Dunctando arzobispo, trabajando en la ejecución de un crucifijo en compañía de un ángel, y san Anastasio, carmelita, construyendo un templete, todos ellos identificados por sus cartelas e inscripciones.
De otro orden son las tres láminas por dibujos de Carlos de Vargas que proporcionó para la Relación histórica del viaje a la América meridional de Jorge Juan y Antonio de Ulloa (1748) con el plano de la bahía de Cartagena de Indias, el de la ciudad de Cartagena de Indias, fechado en la cartela en 1735, y el llamado población quiteña con distintos personajes de la sociedad colonial caracterizados por sus atuendos, por los que cobró 4500 reales. Obra destacada también es la reproducción de la Apoteosis de San Agustín pintada por Sebastián Herrera Barnuevo para el altar mayor del convento de Copacabana, grabada en 1759 por dibujo de su hijo. Por dibujo propio y firmándolos como regis pictor grabó dos retratos de Fernando VI en 1755, el primero —reducido a busto— por encargo de la Real Academia de Bellas Artes de San Fernando para la portada de la Distribución de premios a los alumnos de la Academia de San Fernando de 1754 (Madrid, Oficina de Gabriel Ramírez, 1755) y el segundo, de medio cuerpo, enmarcado en una composición más compleja y dentro de un medallón oval sobre un sol sostenido por las alegorías femeninas del Viejo y Nuevo Mundo, para servir de frontispicio al Manual compendio de el Regio Patronato Indiano de Antonio Joaquín de Rivadeneyra y Barrientos (Madrid, Antonio Marín, 1755).